# Mistrzostwa Świata Juniorów w Bobslejach 2025
Mistrzostwa Świata Juniorów w Bobslejach 2025 – zawody o tytuł mistrza świata juniorów w bobslejach, które odbyły się w dniach 15–16 lutego 2025 r. w niemieckim Altenbergu. Zgodnie z programem mistrzostw zorganizowano cztery konkurencje: monoboby kobiet, dwójki kobiet, dwójki mężczyzn oraz czwórki mężczyzn. W trzech z czterech konkurencji (z wyłączeniem czwórek mężczyzn) wyłoniono także medalistów w kategorii U23.

## Wyniki

### Monoboby kobiet
- Data: 15 lutego 2025

| Pozycja | U23    | Zawodniczka         | Reprezentacja | 1. ślizg | 1. ślizg | 2. ślizg | 2. ślizg | Czas łączny | Strata |
| Pozycja | U23    | Zawodniczka         | Reprezentacja | Czas     | Pozycja  | Czas     | Pozycja  | Czas łączny | Strata |
| ------- | ------ | ------------------- | ------------- | -------- | -------- | -------- | -------- | ----------- | ------ |
| złoto   | –      | Leona Klein         | Niemcy        | 1:00.11  | 3.       | 59.95    | 1.       | 2:00.06     | —      |
| srebro  | złoto  | Debora Annen        | Szwajcaria    | 1:00.06  | 2.       | 1:00.27  | 3.       | 2:00.33     | +0.27  |
| brąz    | –      | Linda Weiszewski    | Polska        | 1:00.21  | 4.       | 1:00.18  | 2.       | 2:00.39     | +0.33  |
| 4.      | srebro | Charlotte Candrix   | Niemcy        | 59.96    | 1.       | 1:00.44  | 4.       | 2:00.40     | +0.34  |
| 5.      | brąz   | Maja Voigt          | Dania         | 1:00.23  | 5.       | 1:00.54  | 5.       | 2:00.77     | +0.71  |
| 6.      | 4.     | Diana Filipszki     | Niemcy        | 1:00.59  | 6.       | 1:00.65  | 6.       | 2:01.24     | +1.18  |
| 7.      | –      | Lea Haslwanter      | Austria       | 1:01.01  | 8.       | 1:00.79  | 7.       | 2:01.80     | +1.74  |
| 8.      | 5.     | Patrícia Tajcnárová | Czechy        | 1:00.78  | 7.       | 1:01.16  | 9.       | 2:01.94     | +1.88  |
| 9.      | 6.     | Georgeta Popescu    | Rumunia       | 1:01.17  | 10.      | 1:00.90  | 8.       | 2:02.07     | +2.01  |
| 10.     | 7.     | Selina Isler        | Szwajcaria    | 1:01.02  | 9.       | 1:01.33  | 10.      | 2:02.35     | +2.29  |

### Dwójki kobiet
- Data: 16 lutego 2025

| Pozycja | U23    | Zawodniczki                          | Reprezentacja | 1. ślizg | 1. ślizg | 2. ślizg | 2. ślizg | Czas łączny | Strata |
| Pozycja | U23    | Zawodniczki                          | Reprezentacja | Czas     | Pozycja  | Czas     | Pozycja  | Czas łączny | Strata |
| ------- | ------ | ------------------------------------ | ------------- | -------- | -------- | -------- | -------- | ----------- | ------ |
| złoto   | –      | Diana Filipszki Lauryn Siebert       | Niemcy        | 57.01    | 1.       | 57.12    | 1.       | 1:54.13     | —      |
| srebro  | złoto  | Debora Annen Julie Maria Leuenberger | Szwajcaria    | 57.32    | 3.       | 57.25    | 2.       | 1:54.57     | +0.44  |
| brąz    | –      | Linda Weiszewski Klaudia Adamek      | Polska        | 57.43    | 4.       | 57.66    | 3.       | 1:55.09     | +0.96  |
| 4.      | –      | Lea Haslwanter Isabela Indruchova    | Austria       | 57.58    | 5.       | 57.68    | 4.       | 1:55.26     | +1.13  |
| 5.      | –      | Charlotte Candrix Lena Brunnhübner   | Niemcy        | 57.09    | 2.       | 58.31    | 6.       | 1:55.40     | +1.27  |
| 6.      | srebro | Georgeta Popescu Antonia Sârbu       | Rumunia       | 57.86    | 6.       | 58.00    | 5.       | 1:55.86     | +1.73  |
| 7.      | brąz   | Patrícia Tajcnárová Kristýna Migová  | Czechy        | 58.43    | 8.       | 58.38    | 7.       | 1:56.81     | +2.68  |
| 8.      | –      | Selina Isler Andrea Schlatter        | Szwajcaria    | 58.35    | 7.       | 58.49    | 8.       | 1:56.84     | +2.71  |
| 9.      | 4.     | Maja Voigt Sophia Bonde              | Dania         | 58.85    | 9.       | 59.15    | 9.       | 1:58.00     | +3.87  |

### Dwójki mężczyzn
- Data: 15 lutego 2025

| Pozycja | U23    | Zawodnicy                          | Reprezentacja | 1. ślizg | 1. ślizg | 2. ślizg | 2. ślizg | Czas łączny | Strata |
| Pozycja | U23    | Zawodnicy                          | Reprezentacja | Czas     | Pozycja  | Czas     | Pozycja  | Czas łączny | Strata |
| ------- | ------ | ---------------------------------- | ------------- | -------- | -------- | -------- | -------- | ----------- | ------ |
| złoto   | –      | Laurin Zern Alexander Schaller     | Niemcy        | 55.16    | 1.       | 55.36    | 1.       | 1:50.52     | —      |
| srebro  | złoto  | Alexander Czudaj Jörn Wenzel       | Niemcy        | 55.54    | 2.       | 55.55    | 2.       | 1:51.09     | +0.57  |
| brąz    | –      | Mihai Țentea George Iordache       | Rumunia       | 55.69    | 3.       | 55.77    | 4.       | 1:51.46     | +0.94  |
| 4.      | –      | Tobias Dostthaler Tim Becker       | Niemcy        | 55.79    | 4.       | 55.78    | 5.       | 1:51.57     | +1.05  |
| 5.      | –      | Jakob Mandlbauer Daniel Bertschler | Austria       | 56.03    | 5.       | 55.70    | 3.       | 1:51.73     | +1.21  |
| 6.      | –      | Andrei Turea Rareș Dincă           | Rumunia       | 56.07    | 6.       | 56.12    | 6.       | 1:52.19     | +1.67  |
| 7.      | srebro | Nils Reich Mario Aeberhard         | Szwajcaria    | 56.10    | 7.       | 56.22    | 8.       | 1:52.32     | +1.80  |
| 8.      | –      | Matěj Běhounek Lukáš Petrikovič    | Czechy        | 56.16    | 8.       | 56.21    | 7.       | 1:52.37     | +1.85  |
| 9.      | –      | Dave Wesselink Julian Jansen       | Holandia      | 56.42    | 10.      | 56.29    | 9.       | 1:52.71     | +2.19  |
| 10.     | –      | Jan Scherrer Marc Leutwyler        | Szwajcaria    | 56.37    | 9.       | 56.58    | 10.      | 1:52.95     | +2.43  |
| 11.     | brąz   | Andrei Nica Mihai Calancea         | Rumunia       | 56.42    | 10.      | 56.86    | 11.      | 1:53.28     | +2.76  |

### Czwórki mężczyzn
- Data: 16 lutego 2025

| Pozycja | U23 | Zawodnicy                                                       | Reprezentacja | 1. ślizg | 1. ślizg | 2. ślizg | 2. ślizg | Czas łączny | Strata |
| Pozycja | U23 | Zawodnicy                                                       | Reprezentacja | Czas     | Pozycja  | Czas     | Pozycja  | Czas łączny | Strata |
| ------- | --- | --------------------------------------------------------------- | ------------- | -------- | -------- | -------- | -------- | ----------- | ------ |
| złoto   | –   | Laurin Zern Christoph Peth Tim Becker Alexander Schaller        | Niemcy        | 54.40    | 2.       | 54.36    | 1.       | 1:48.76     | —      |
| srebro  | –   | Alexander Czudaj Felix Dahms Jörn Wenzel Nino Vogel             | Niemcy        | 54.37    | 1.       | 54.51    | 2.       | 1:48.88     | +0.12  |
| brąz    | –   | Tobias Dostthaler Simon Büthe Theo Hempel Nick Kocevar          | Niemcy        | 54.51    | 3.       | 54.56    | 3.       | 1:49.07     | +0.31  |
| 4.      | –   | Mihai Țentea Constantin Dinescu Mihai Păcioianu George Iordache | Rumunia       | 54.69    | 4.       | 54.76    | 4.       | 1:49.45     | +0.69  |
| 5.      | –   | Matěj Běhounek David Bureš Antonín Wijas Dalibor Havelka        | Czechy        | 54.69    | 4.       | 54.82    | 5.       | 1:49.51     | +0.75  |
| 6.      | –   | Jakob Mandlbauer Lukas Zech Dominik Hanschitz Daniel Bertschler | Austria       | 55.15    | 6.       | 55.06    | 6.       | 1:50.21     | +1.45  |
| 7.      | –   | Jan Scherrer Leandros Manganas Marc Leutwyler Lars Grüninger    | Szwajcaria    | 55.35    | 7.       | 55.40    | 8.       | 1:50.75     | +1.99  |
| 8.      | –   | Nils Reich Tobias Gnägi Mario Aeberhard Joshua Eichenberger     | Szwajcaria    | 55.47    | 8.       | 55.39    | 7.       | 1:50.86     | +2.10  |
| 9.      | –   | Dave Wesselink Julian Jansen Joris Pals Damian van Loo          | Holandia      | 55.69    | 9.       | 56.01    | 9.       | 1:51.70     | +2.94  |
| —       | –   | Kilian Rohn Joel Binggeli Pascal Brunner Noël Limacher          | Szwajcaria    | DNS      | DNS      | —        | —        | —           | —      |

## Klasyfikacja medalowa
| Miejsce | Państwo    |   |   |   | Razem |
| ------- | ---------- | - | - | - | ----- |
| 1.      | Niemcy     | 5 | 3 | 1 | 9     |
| 2.      | Szwajcaria | 2 | 3 | 0 | 5     |
| 3.      | Rumunia    | 0 | 1 | 2 | 3     |
| 4.      | Polska     | 0 | 0 | 2 | 2     |
| 5.      | Czechy     | 0 | 0 | 1 | 1     |
| 5.      | Dania      | 0 | 0 | 1 | 1     |